# Institut suédois Paris
L'Institut suédois, anciennement appelé Centre culturel suédois, est situé à Paris, dans l'hôtel de Marle, situé dans le quartier du Marais, no 11 rue Payenne, depuis 1971.

## Bâtiment et fonction

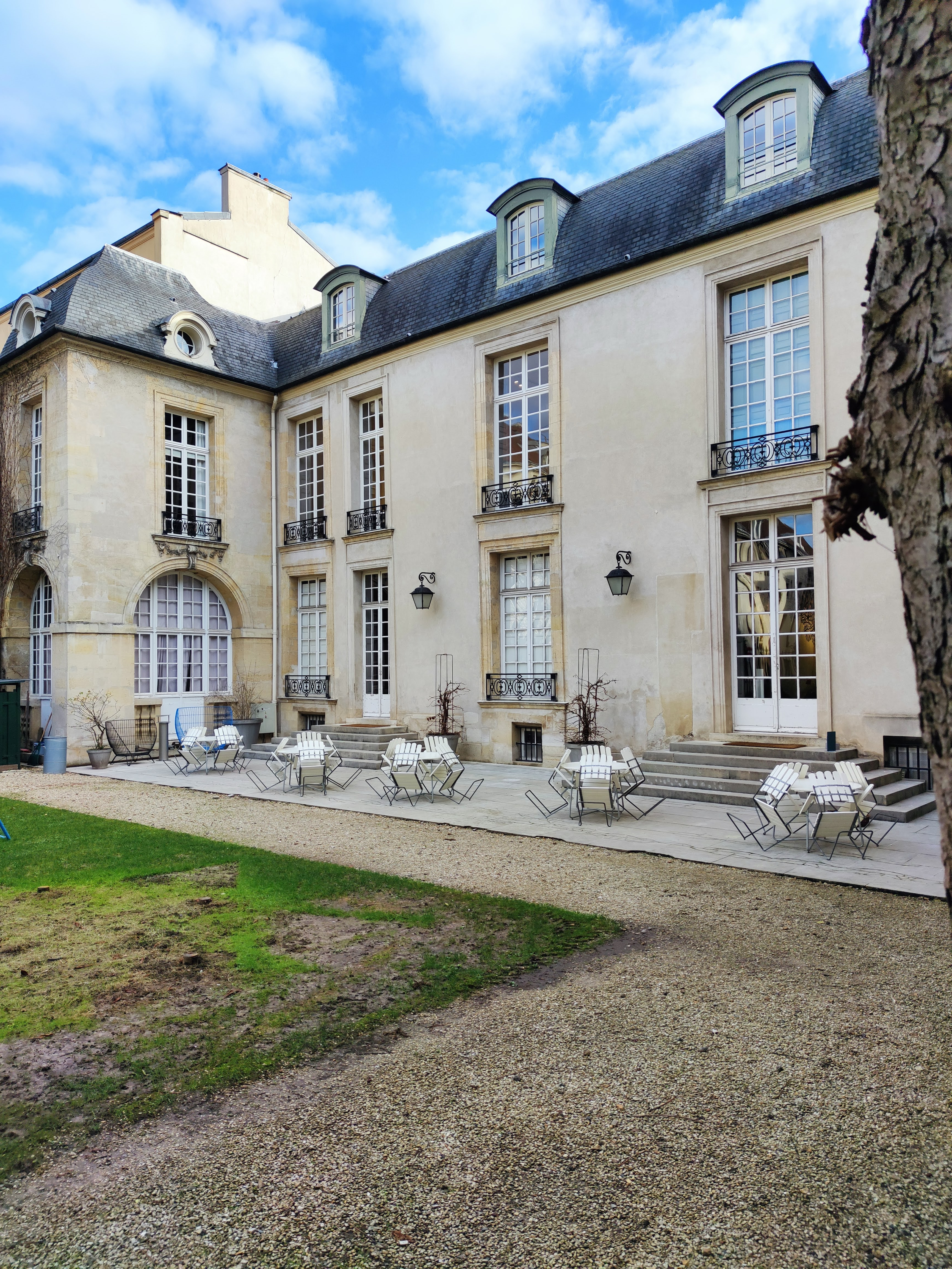
Façade côté jardin.

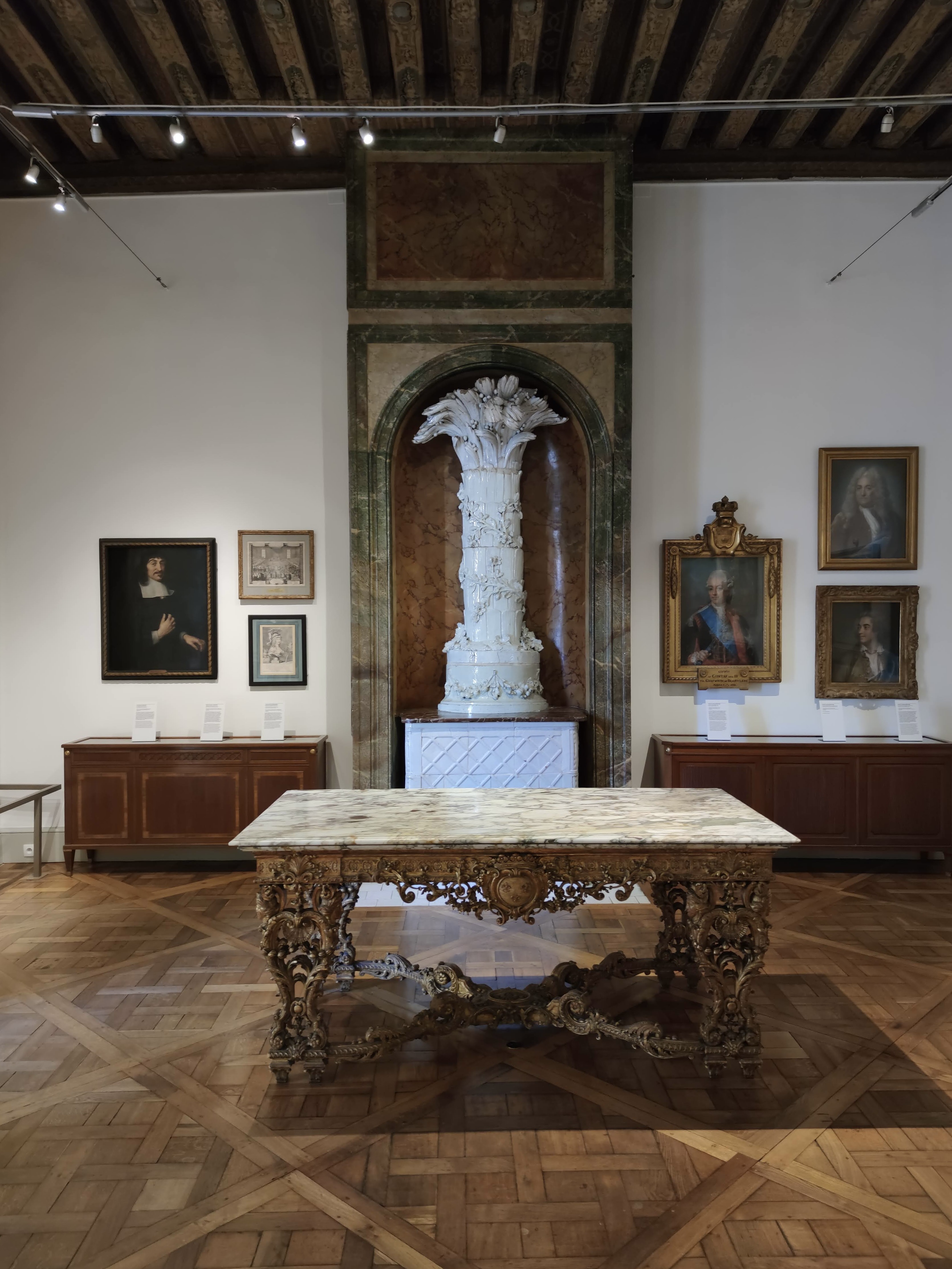
Salle à l'étage.

L'Institut suédois est l'unique centre culturel que possède la Suède à l'étranger.
L’Institut suédois organise des expositions, des concerts, des rencontres littéraires, des projections de films, du théâtre ainsi que des débats et des séminaires sur des questions de culture et de société. Il propose au public ses publications. Des cours de langue suédoise sont également organisés.
Situé dans le vieux quartier du Marais, l’hôtel de Marle, abrite l’Institut suédois depuis 1971, d'abord sous le nom de Centre culturel suédois. L'Hôtel de Marle est acquis par l’État suédois en 1965 sur incitation de Gunnar W. Lundberg, historien d'art et conseiller culturel près l'Ambassade de Suède en France. En acquérant cette maison construite à la fin du XVIe siècle, le gouvernement et le parlement suédois suivirent un conseil d’André Malraux qui, en qualité de ministre de la Culture, fut parmi les instigateurs de la restauration des anciens hôtels particuliers du quartier du Marais. Le bâtiment, délabré, nécessite de grands travaux de réfection, qui sont entrepris à partir de 1967. La collection de l’Institut Tessin tient une place importante dans ce lieu.

## Exposition permanente (institut Tessin)
Gunnar W. Lundberg cherchait un écrin pour sa collection d'art lorsqu'il découvre l'Hôtel de Marle au début des années 1960. À l'ouverture du Centre culturel suédois en 1971, la collection prend le nom d'institut Tessin, du nom du comte Carl Gustaf Tessin (1695-1770), qui était lui-même un grand collectionneur.
Aux côtés de trente-sept autres centres et instituts culturels parisiens, le centre fait partie du Forum des instituts culturels étrangers à Paris.
Ce site est desservi par la station de métro Saint-Paul.